# Ninšubur

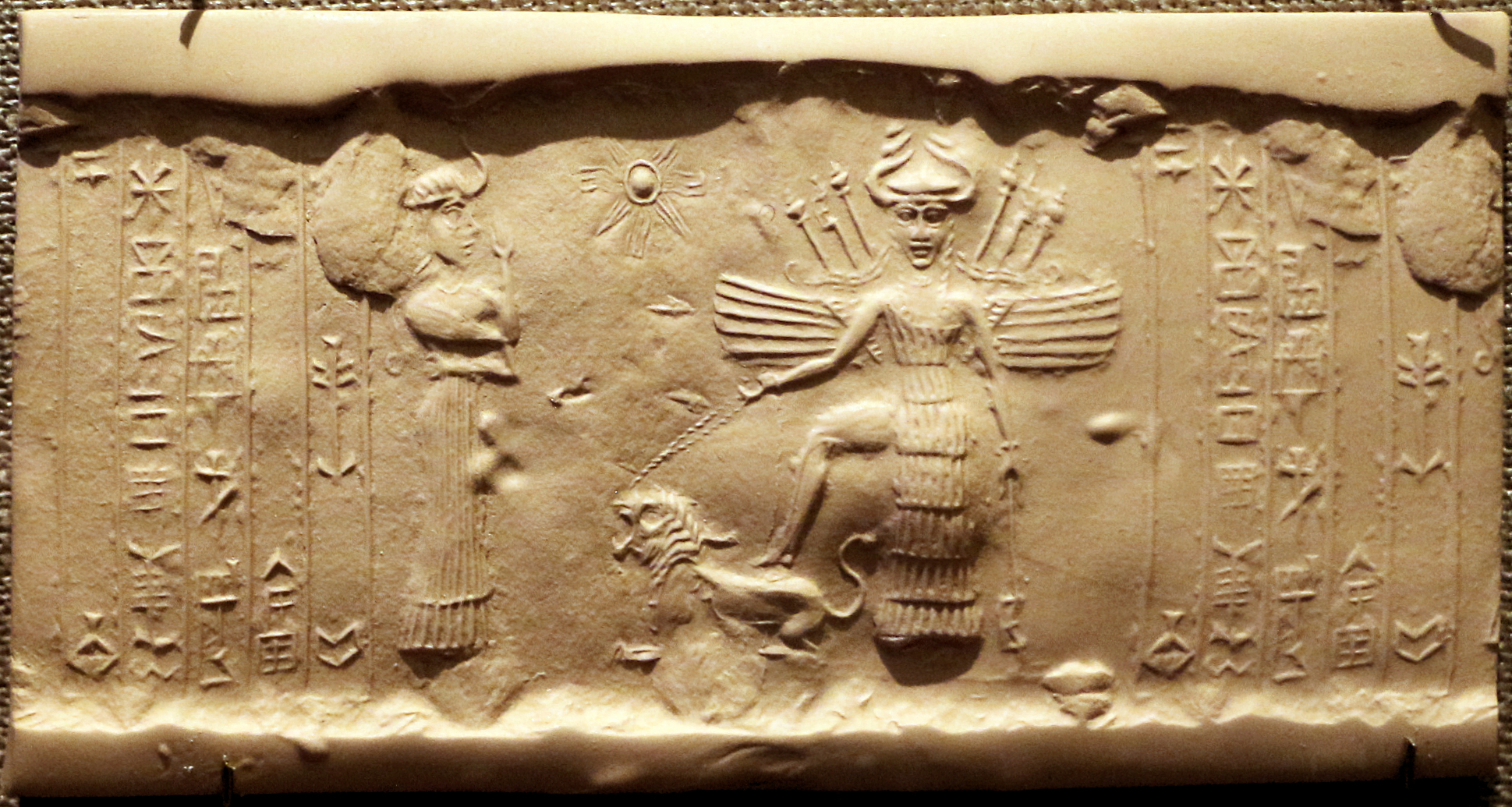
Antico sigillo accadico rappresentante Inanna che poggia il piede sul dorso di un leone, mentre Ninšubur le sta di fronte in segno di obbedienza. Ca. 2334-2154 a.C.

Ninšubur ( 𒀭𒊩𒌆𒋚, nota anche come Ninshubur, Ninshubar o Nincubura) era la sukkal o la seconda in comando della dea Inanna nella mitologia sumera. Il suo nome significa "Regina d'Oriente" in antico sumero. Proprio come Iris o Hermes nella successiva mitologia greca, Ninšubur era una messaggera per gli altri dei.
Ninšubur accompagnava Inanna come vassalla e amica durante i suoi numerosi exploit. Aiutò Inanna a combattere i demoni di Enki dopo il furto dei sacri me da parte di Inanna stessa. Più tardi, quando Inanna rimase intrappolata negli Inferi, fu Ninšubur a supplicare Enki per la liberazione della sua padrona.

## Genere sessuale
Nella successiva mitologia accadica, Ninšubur fu sincretizzata con la divinità messaggera maschile Papsukkal. Nelle fonti più antiche, la stessa Ninšubur è di solito indicata anche come un dio maschio; fonti più recenti hanno riconosciuto questa rappresentazione come errata. Il genere di un sukkal corrisponde sempre al genere della divinità che serve. Quindi, il sukkal Isimud di Enki è maschio, ma Ninšubur è femmina. Nel suo aspetto principale come il sukkal di Inanna, Ninšubur era femmina, ma, quando serviva come sukkal di An, era maschio.

## Iconografia

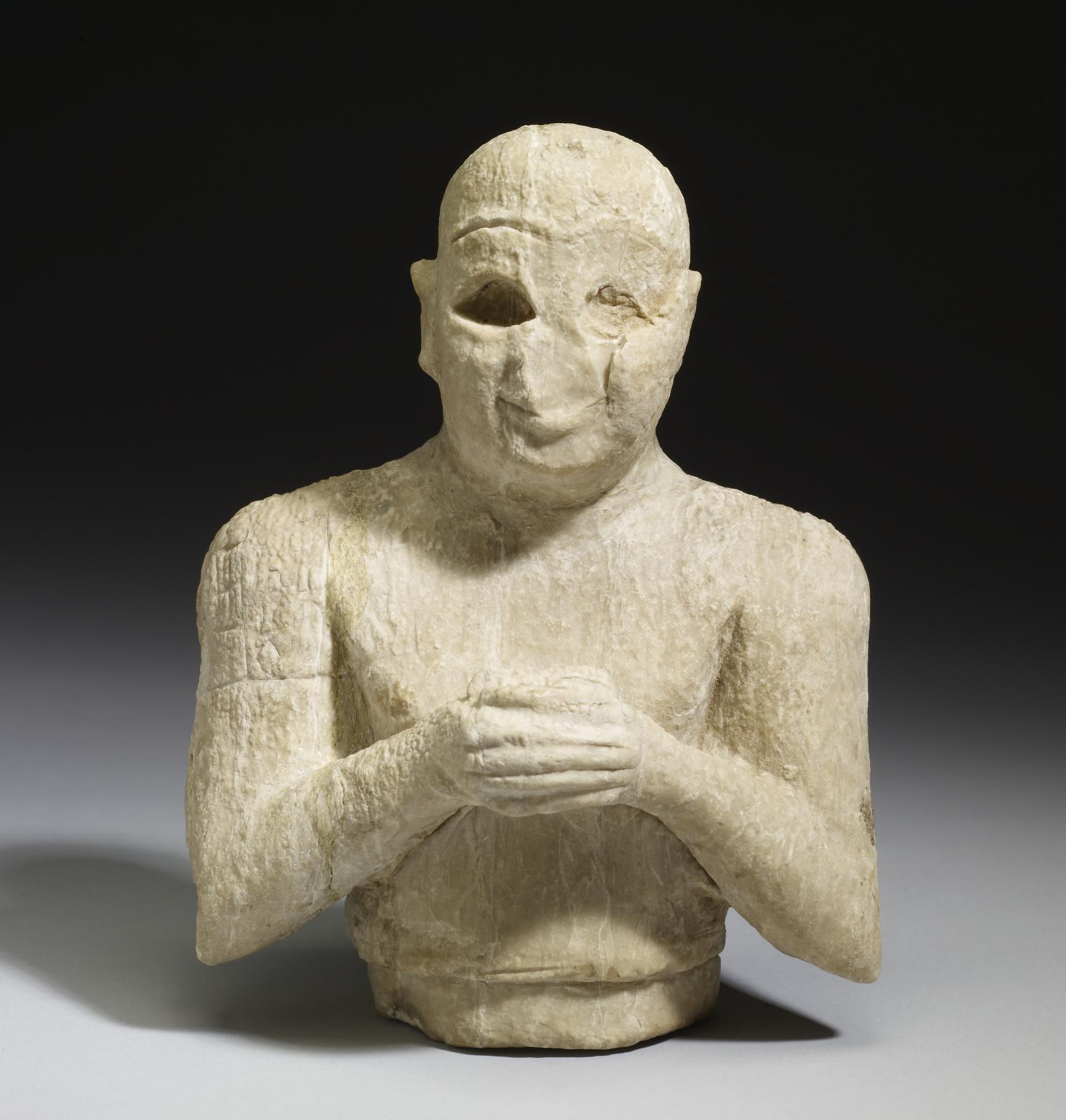
Antica statuetta sumera di calcite-alabastro di un adoratore maschio tra il 2500 a.C. e il 2250 a.C. L'iscrizione sul braccio destro afferma che sta pregando Ninšubur.

Ninšubur era associata alla costellazione di Orione.

## Caratteristiche
Nella mitologia sumera, Ninšubur è ritratta come "irremovibilmente leale" nella sua devozione alla sua padrona. Oltre ad essere una fonte di grande saggezza e conoscenza, Ninšubur era anche una dea guerriera. Era la custode e messaggera del dio An. Si narra che camminasse davanti ad An ovunque andasse, una posizione tradizionalmente riservata a una guardia del corpo.

## Mitologia
Ninšubur era una figura importante nell'antica mitologia sumera e giocava un ruolo fondamentale in diversi miti che coinvolgono la sua padrona, la dea Inanna.

### Furto deime
Nel mito sumero di "Inanna ed Enki", Ninšubur è descritta come colei che salva Inanna dai mostri che Enki le ha inviato contro. In questo mito, Ninšubur svolge un ruolo simile a Isimud, che funge da messaggero di Enki per Inanna.

### La discesa di Inanna negli Inferi
Nel mito sumero della discesa di Inanna nell'oltretomba, Ninšubur è descritta come colei che supplica tutti gli dei nel tentativo di persuaderli a salvare Inanna dagli inferi.